# Juraj Franko
Juraj Franko (Bratislava, 28 gennaio 1983) è un hockeista in-line slovacco che gioca come portiere nella Hockey Club Milano 24.
Cresciuto nella ex Cecoslovacchia, è approdato sportivamente in Italia nel 2005, nel campionato di A2 a Taranto.
L'anno seguente passa ai Pirati Civitavecchia, con i quali conquista la promozione in serie A1. Nella squadra laziale rimane per altre 4 stagioni, fino al 2011. Con i gialloblu conquista una Coppa Italia. La stagione seguente i Pirati Civitavecchia rinunciano all'A1 e Franko passa al Hockey Club Milano 24 e con il team lombardo vince il campionato italiano da portiere titolare.